# Leptohymenium sieboldii
Leptohymenium sieboldii là một loài Rêu trong họ Hylocomiaceae. Loài này được Dozy & Molk. mô tả khoa học đầu tiên năm 1844.